# DeAndre Liggins
DeAndre Desmond Liggins (* 31. März 1988 in Chicago, Illinois) ist ein US-amerikanischer Basketballspieler für die Milwaukee Bucks. Nach dem Studium in seinem Heimatland wurde Liggins zwar in der NBA-Draft 2011 von einem Klub der am höchsten dotierten Profiliga NBA ausgewählt, konnte sich dort aber nicht dauerhaft durchsetzen und pendelte schließlich zwischen Engagements bei Klubs der NBA Development League (D-League) und Kurzzeitverträgen bei NBA-Klubs. In der Saison 2014/15 spielte Liggins in Europa; nach einem Engagement in Russland war er auch in der Basketball-Bundesliga 2014/15 für den deutschen Erstligisten Eisbären Bremerhaven tätig. Nach einer weiteren Saison in der D-League, in der er die Meisterschaft 2016 mit der Sioux Falls Skyforce gewann, wurde er für die NBA 2016/17 vom vormaligen Meister Cleveland Cavaliers unter Vertrag genommen.

## Karriere
Liggins wuchs in der South Side seiner Heimatstadt heran und verlor als Teenager früh seinen Vater sowie durch eine Schießerei auch seinen vier Jahre älteren Bruder. Für sein Senior-Schuljahr wechselte Liggins schließlich an die Findlay Prep School in Henderson (Nevada), deren 2006 eröffnetes Basketballprogramm für ihre Ausbildung talentierter Nachwuchsspieler später landesweit bekannt wurde. Nach dem Schulabschluss ging Liggins 2008 an die University of Kentucky, wo er in der Hochschulmannschaft Wildcats in der Southeastern Conference (SEC) der NCAA spielte. Nachdem er als Freshman mit den Disziplinierungsmaßnahmen seines Trainers Billy Gillespie deutliche Probleme zeigte, blühte er unter dem neuen Trainer John Calipari schließlich auf. Auch dank Caliparis spezieller Rekrutierungsmethoden gewannen die Wildcats 2010 und 2011 das SEC-Meisterschaftsturnier und kehrten auch in das Turnier der NCAA Division I Basketball Championship zurück. Dabei zogen die Wildcats 2010 mit unter anderem DeMarcus Cousins und John Wall in das Viertelfinale Elite Eight ein, wo man jedoch den West Virginia Mountaineers 66:73 unterlag. Ein Jahr später zogen die Wildcats bis in das prestigeträchtige Final Four ein, in dem man jedoch mit einem Punkt Unterschied dem späteren Titelgewinner Connecticut Huskies unterlag, für die neben Most Outstanding Player Kemba Walker auch der deutsche Nationalspieler Niels Giffey einzelne Einsatzminuten erhielt. Im Unterschied zu Mannschaftskamerad Darius Miller, der ein Jahr später die Meisterschaft mit den Wildcats gewinnen sollte, meldete sich Liggins bereits nach drei Jahren zum Entry Draft der am höchsten dotierten Profiliga National Basketball Association (NBA) an und wurde in der NBA-Draft 2011 an 53. Position von den Orlando Magic ausgewählt.
Bei den Magic wurde Liggins in der wegen eines Lockouts verkürzten NBA 2011/12 als Rookie in 17 von 56 Spielen durchschnittlich knapp sieben Minuten pro Spiel eingesetzt. Sein Debüt hatte Liggins im Februar 2012 im Auswärtsspiel bei den Milwaukee Bucks. In den Play-offs um die Meisterschaft, in denen Liggins zu keinem Einsatz mehr kam, schieden die Magic als sechstplatzierte Mannschaft der Eastern Conference bereits in der ersten Runde nach nur einem Sieg in fünf Spielen aus. In der folgenden Sommerpause nahmen die Oklahoma City Thunder Liggins unter Vertrag und sendeten ihn nach Saisonbeginn in regelmäßigem Rhythmus an ihr Farmteam Tulsa 66ers in die NBA Development League (D-League). Für die Thunder kam Liggins in 39 von 82 Saisonspielen ebenfalls gut sieben Minuten pro Spiel zum Einsatz. Die 66ers verloren in den Play-offs der D-League im Halbfinale dem späteren Titelgewinner Rio Grande Valley Vipers, bei dem unter anderem der deutsche Nationalspieler Tim Ohlbrecht aktiv war. Bei den Thunder wurden Liggins jedoch auch in den Play-offs der NBA 2012/13 eingesetzt, als die Thunder nach 60 Hauptrundensiegen als topgesetzte Mannschaft der Western Conference ohne den verletzten Russell Westbrook in der zweiten Runde nach einem Auftaktsieg in der Serie den Memphis Grizzlies unterlagen. Zu Beginn der folgenden Saisonvorbereitung entließen die Thunder Liggins aus seinem Vertrag, der sich daraufhin in der D-League den Skyforce aus Sioux Falls anschloss. Bei den Skyforce wurde Liggins für das All-Star-Game der D-League nominiert, das im Rahmenprogramm des NBA All-Star Weekends abläuft. Ab Ende Februar 2014 erhielt Liggins zwei aufeinanderfolgende Zehn-Tages-Kurzzeitverträge bei den Miami Heat, die ihn jedoch in nur einem Spiel für eine einzelne Spielminute einsetzten und ihn aus seinem zweiten Vertrag vorzeitig freistellten. Bei den Skyforce wurde Liggins als „Defensive Player of the Year“ der D-League ausgezeichnet und erreichte erneut das Play-off-Halbfinale der D-League. Hier unterlag er wiederum Tim Ohlbrecht, der mit seiner neuen Mannschaft Fort Wayne Mad Ants anschließend einen weiteren Titel gewann.
Für die Saison 2014/15 wechselte Liggins nach Europa und spielte für Krasny Oktjabr aus Wolgograd in Russland. Der ehemalige deutsche Bundestrainer Dirk Bauermann, der nach Saisonbeginn und erst zwei Wochen nach Liggins verpflichtet worden war, verzichtete nach dem Erreichen der zweiten Gruppenphase im Eurocup 2014/15 Mitte Januar auf die Dienste von Liggins, der sich knapp sechs Wochen später dem abstiegsbedrohten deutschen Erstligisten Eisbären aus Bremerhaven anschloss. In der Basketball-Bundesliga 2014/15 erreichte die Mannschaft noch den 15. und viertletzten Tabellenplatz, der zum Klassenerhalt reichte. Liggins kehrte anschließend in seine Heimat zurück und spielte erneut in der D-League für die Sioux Falls Skyforce. Auf Abruf wurde er ein weiteres Mal für das All-Star-Game der D-League nominiert und konnte sich erneut am Saisonende die Auszeichnung als bester Verteidiger der Saison sichern. Schließlich stand ihm auch kein deutscher Nationalspieler in einem Halbfinale mehr „im Weg“ und Liggins gewann mit den Skyforce den Titel der D-League 2016. Im Sommer 2016 konnte Liggins schließlich in der Saisonvorbereitung der NBA 2016/17 den aktuellen Meister Cleveland Cavaliers davon überzeugen, ihm einen neuen Vertrag in der NBA zu geben. Zur Saison 2017/18 spielt er für die Milwaukee Bucks.